# Motorama
Motorama eller Autorama var en turnerande bilmässa i USA åren 1949-1961.
Arrangören General Motors använde Motorama för att marknadsföra sina bilar. Man visade även prototyper och konceptbilar, med designgrepp typiska för jetåldern.

## Bildgalleri konceptbilar

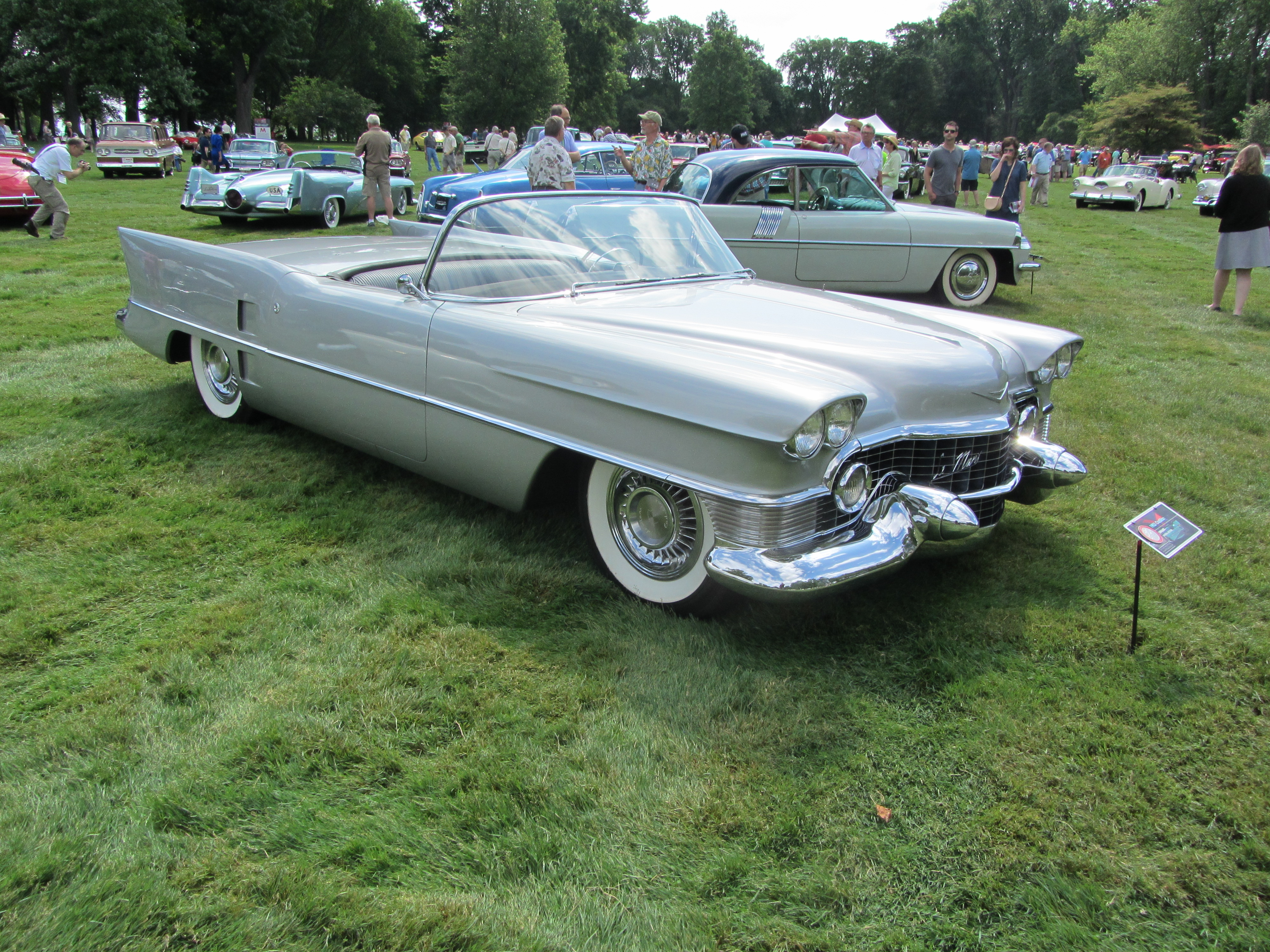
Cadillac Le Mans 1953.
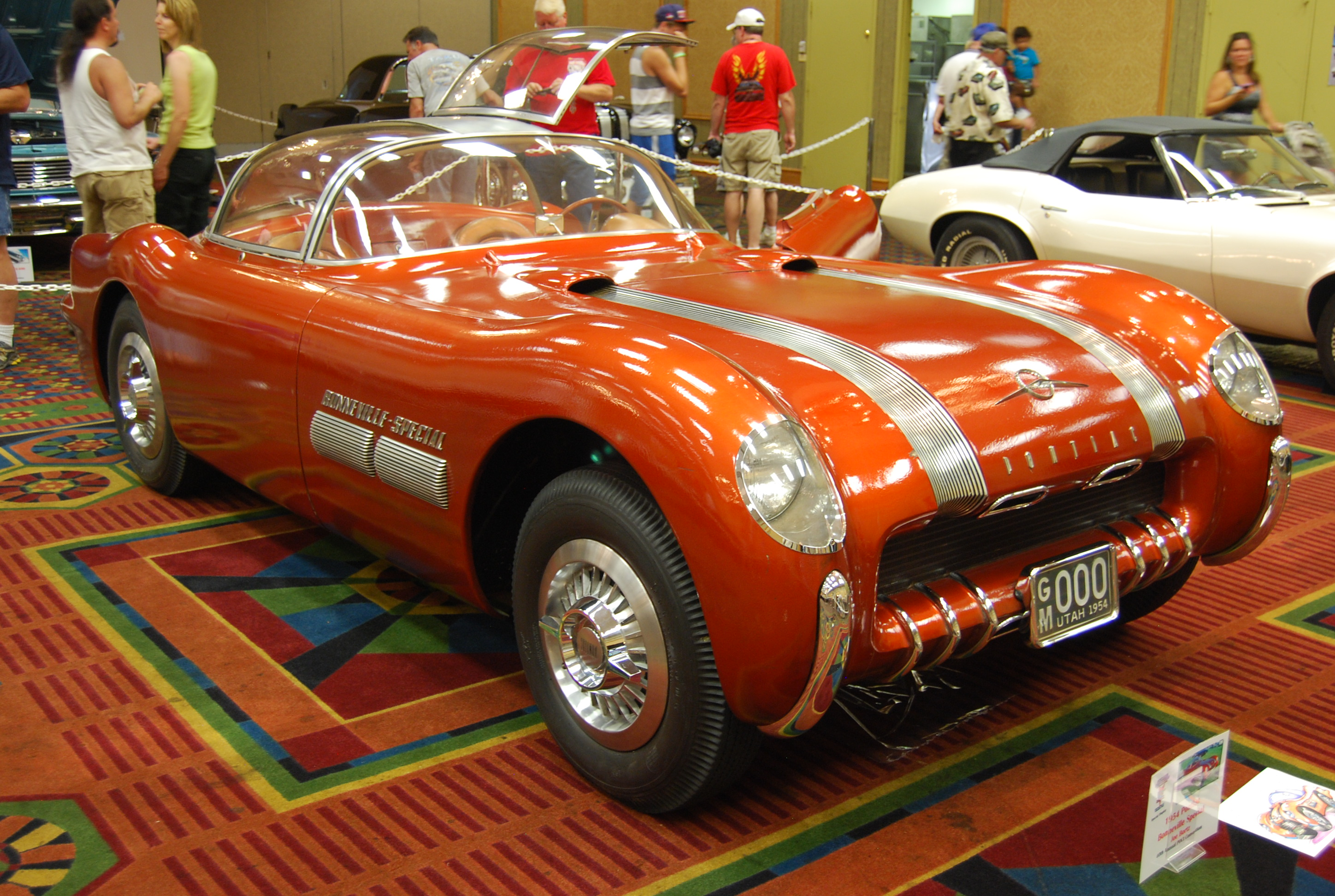
Pontiac Bonneville Special 1954.
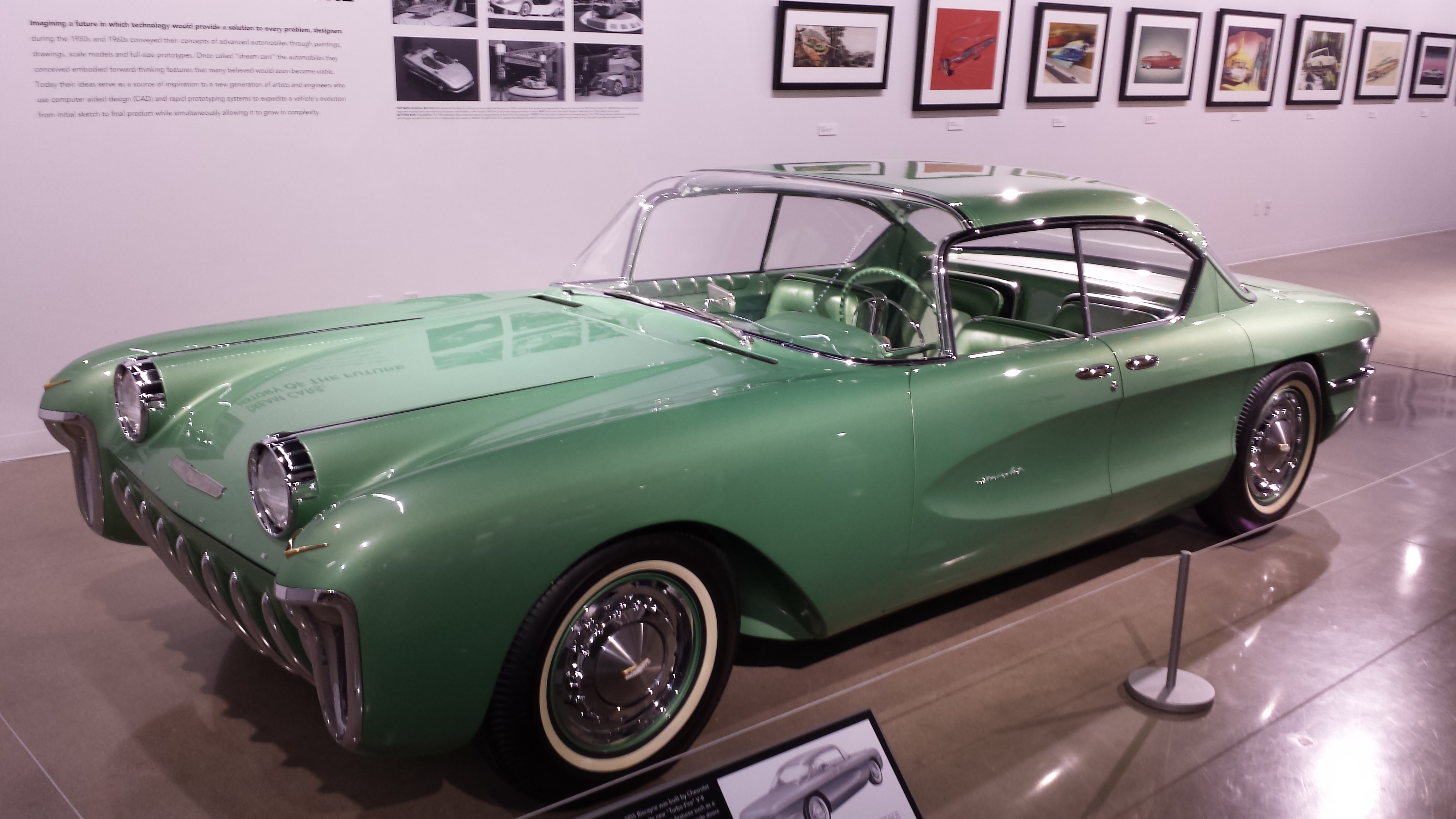
Chevrolet Biscayne 1955.
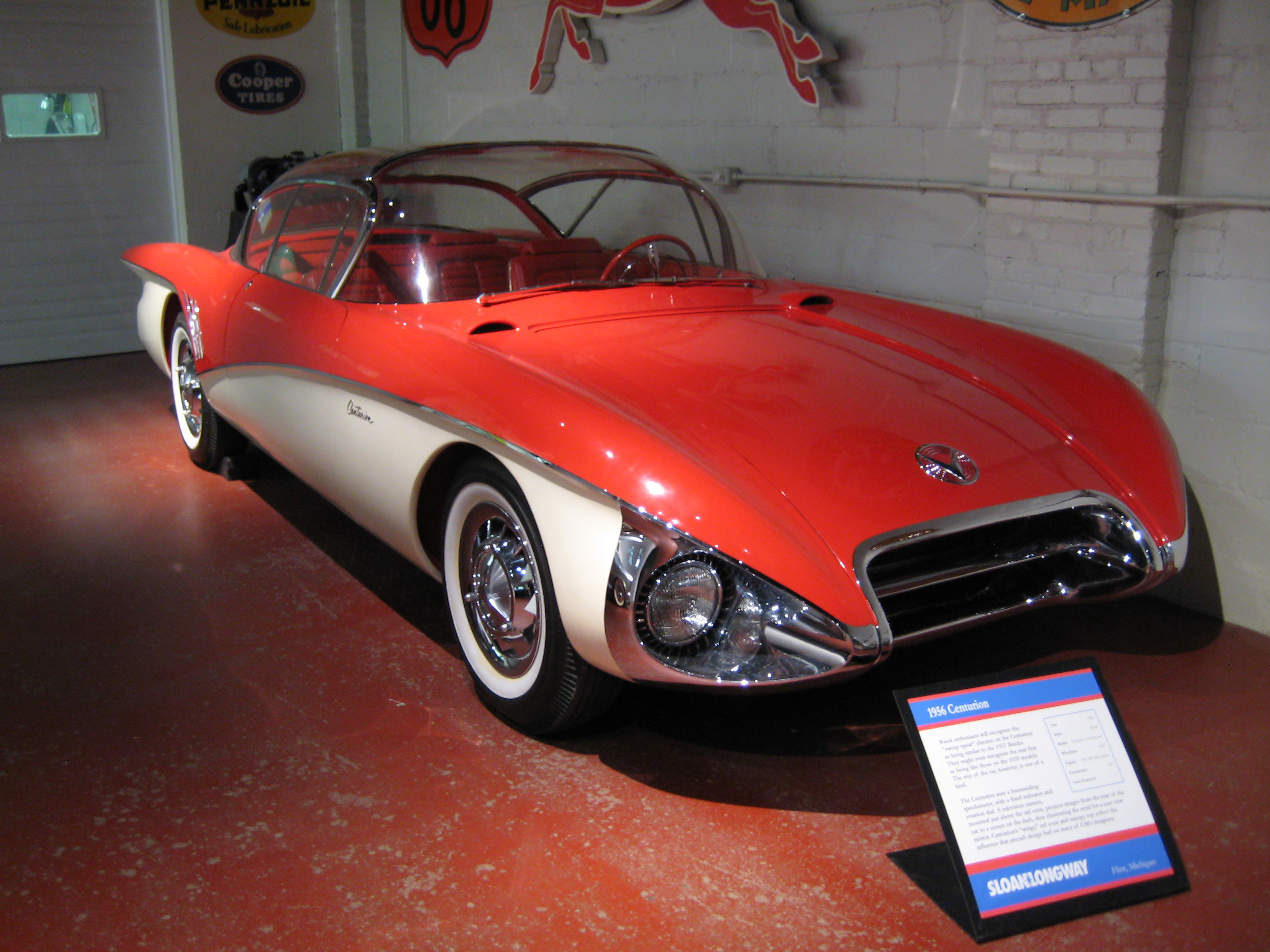
Buick Centurion 1956.
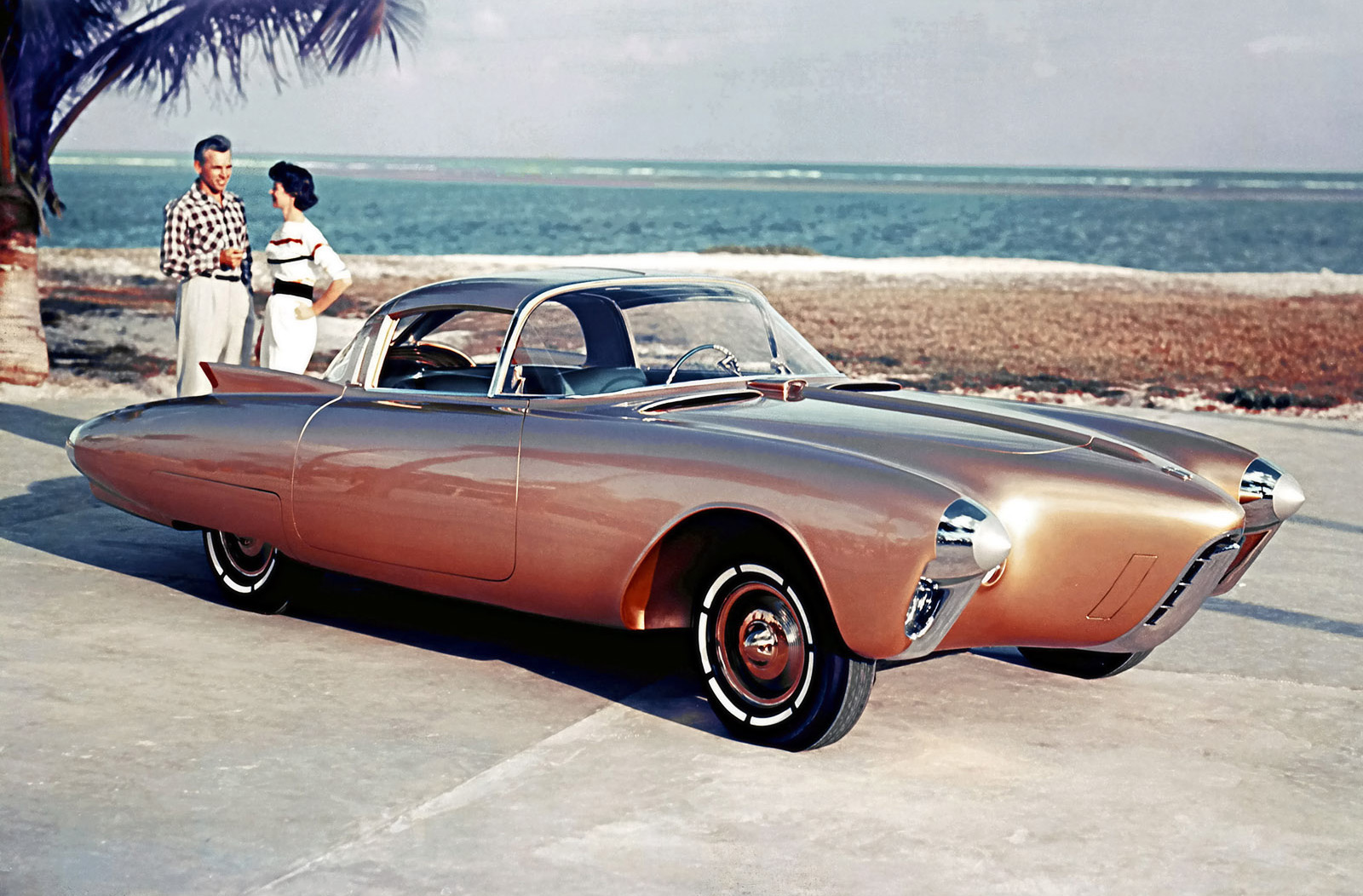
Oldsmobile Golden Rocket 1956.
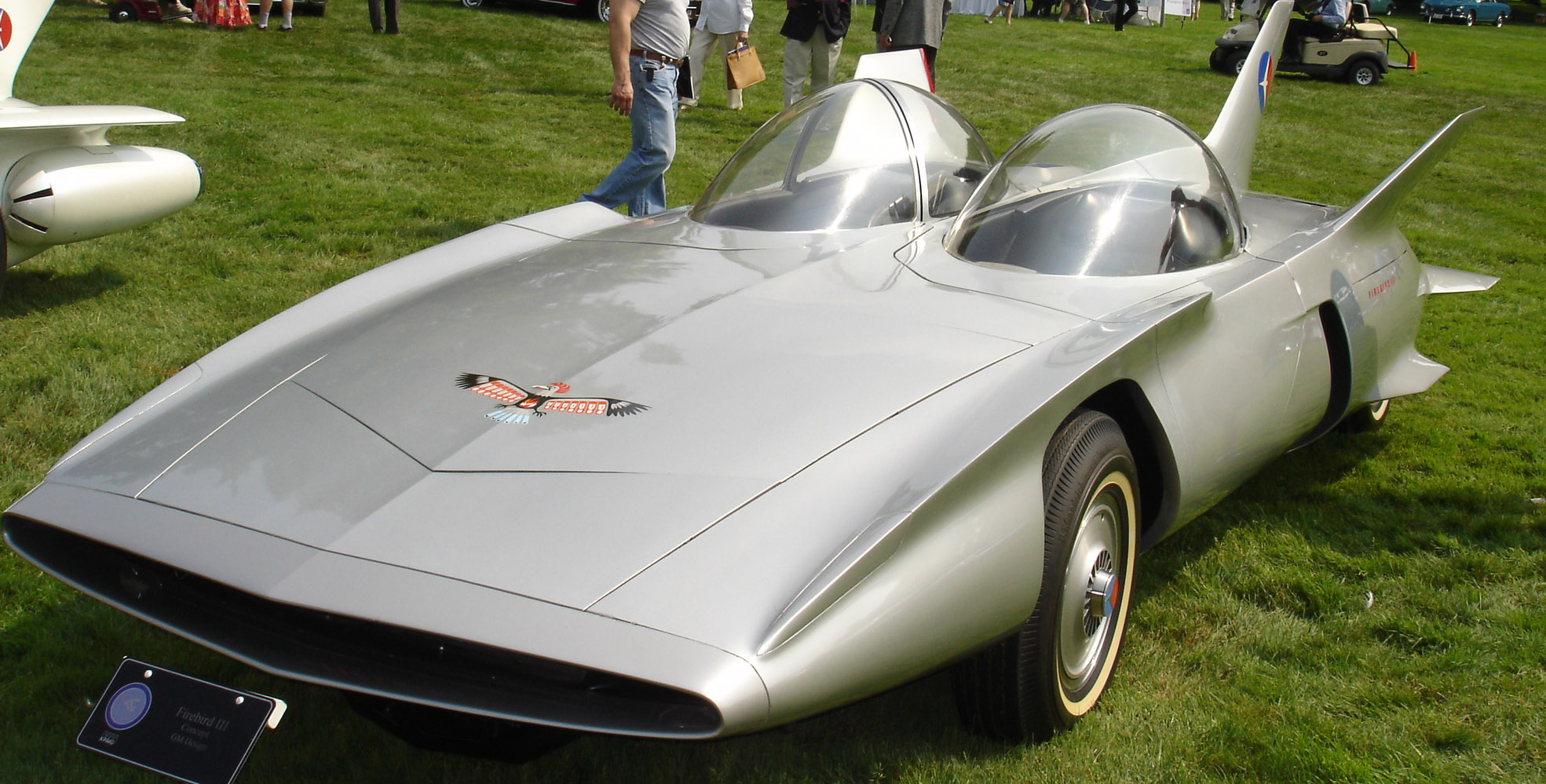
General Motors Firebird III 1959.